# Спомен-биста Војислава Суботића у Београду
 Спомен-биста Војислава Суботића је споменик у Београду. Налази се на испред Клинике за психијатријске болести „Др Лаза Лазаревић” у општини Савски венац.

## Опште карактеристике
Спомен-биста откривена је 8. септембра 2015. године у парку испред Клинике за психијатријске болести „Др Лаза Лазаревић”. Иницијативу за подизање спомен-бисте покренуло је Српско лекарско друштво и њен аутор, академик др Владимир Т. Јокановић, који је својим залагањем обезбедио донацију „ЈКП Погребне услуге”, за изливање постамента и уређење зеленила око бисте. Свечаном откривању бисте присуствовала је  глумица Рада Ђуричин, која се обратила присутним запосленима, пацијентима и гостима.
Др Војислав Суботић (Нови Сад, 6. јануар 1859 — Београд, 4. децембар 1923) је био српски хирург, резервни санитетски пуковник, један од оснивача Медицинског факултета у Београду на коме је био професор, шеф хируршког одељења Опште државне болнице у Београду, водећи хирург у Србији крајем 19. и почетком 20. века., Објавио је низ радова из области абдоминалне хирургије, урологије, ортопедије. Његово име је у толикој мери повезано са оснивањем, развојем и афирмацијом српске оперативне медицине да се умногоме може тврдити да је био отац практичне хирургије у Србији.
На плочи испод бисте презиме доктора Суботића уписано је са два „б”, из разлога што су се приликом уписивања студената са негерманског подручја у аустроугарске високошколске установе, презимена германизовала додавањем још једног истог слова.